# Tallofite
Sono dette tallofite tutte quelle piante il cui corpo vegetativo è costituito dal tallo, prive cioè di strutture specializzate  quali le radici, il fusto e le foglie. Il termine è obsoleto e veniva usato in contrapposizione con cormofite. Le tallofite non hanno vasi per il trasporto della linfa grezza o elaborata.
Il termine ha oggi perso ogni significato tassonomico, ma può venire usato informalmente per indicare un gruppo polifiletico di organismi non-mobili tradizionalmente descritti come piante inferiori, dotate di tallo e viventi in ambiente permanentemente liquido (come le alghe).
Secondo alcuni autori, le tallofite comprendevano anche le briofite sensu lato (gruppo ora considerato parafiletico) come per esempio le epatiche. Il botanico svedese Erik Acharius però escluse le briofite dalle tallofite, dato che una parte del loro sviluppo viene svolto fuori dall'acqua. Le classificazioni più comuni includevano nelle tallofite un insieme eterogeneo di organismi come batteri, mixomiceti, funghi, alghe e licheni che sono un'associazione tra un fungo ed un'alga.
Nelle tallofite pluricellulari primitive (es. la lattuga di mare, una alga verde a tallo foglioso), l’intero corpo vegetativo consiste di cellule omogenee che assolvono tutte le funzioni vitali, senza suddivisione di lavoro.  Nelle tallofite più evolute, con un  grado di organizzazione più complesso, è possibile individuare zone embrionali di crescita (cellule o meristemi apicali), gruppi di cellule che servono alla fotosintesi e alla riserva e, in alcune alghe brune, persino particolari canali per il trasposto delle sostanze assimilate.

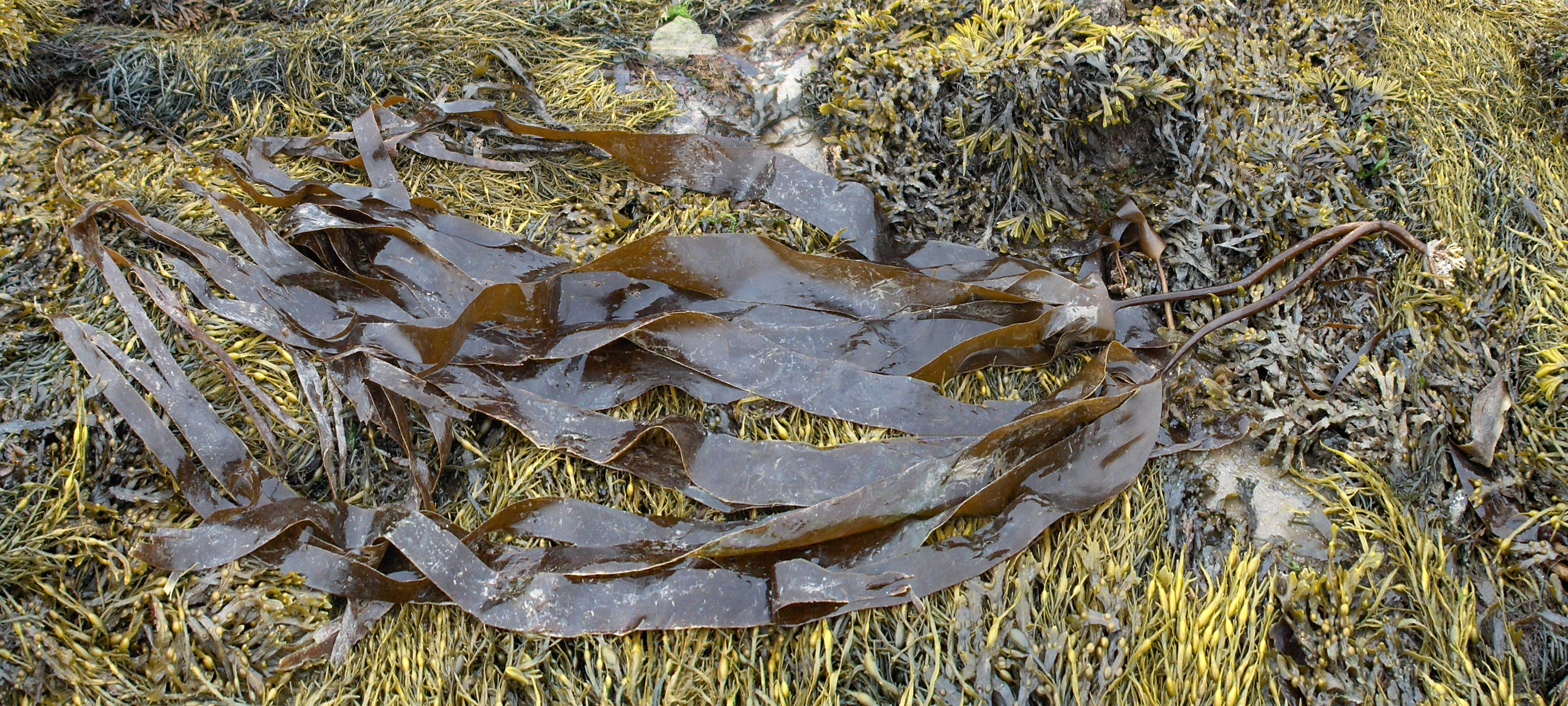
Tallo di un'alga bruna (Laminaria digitata).
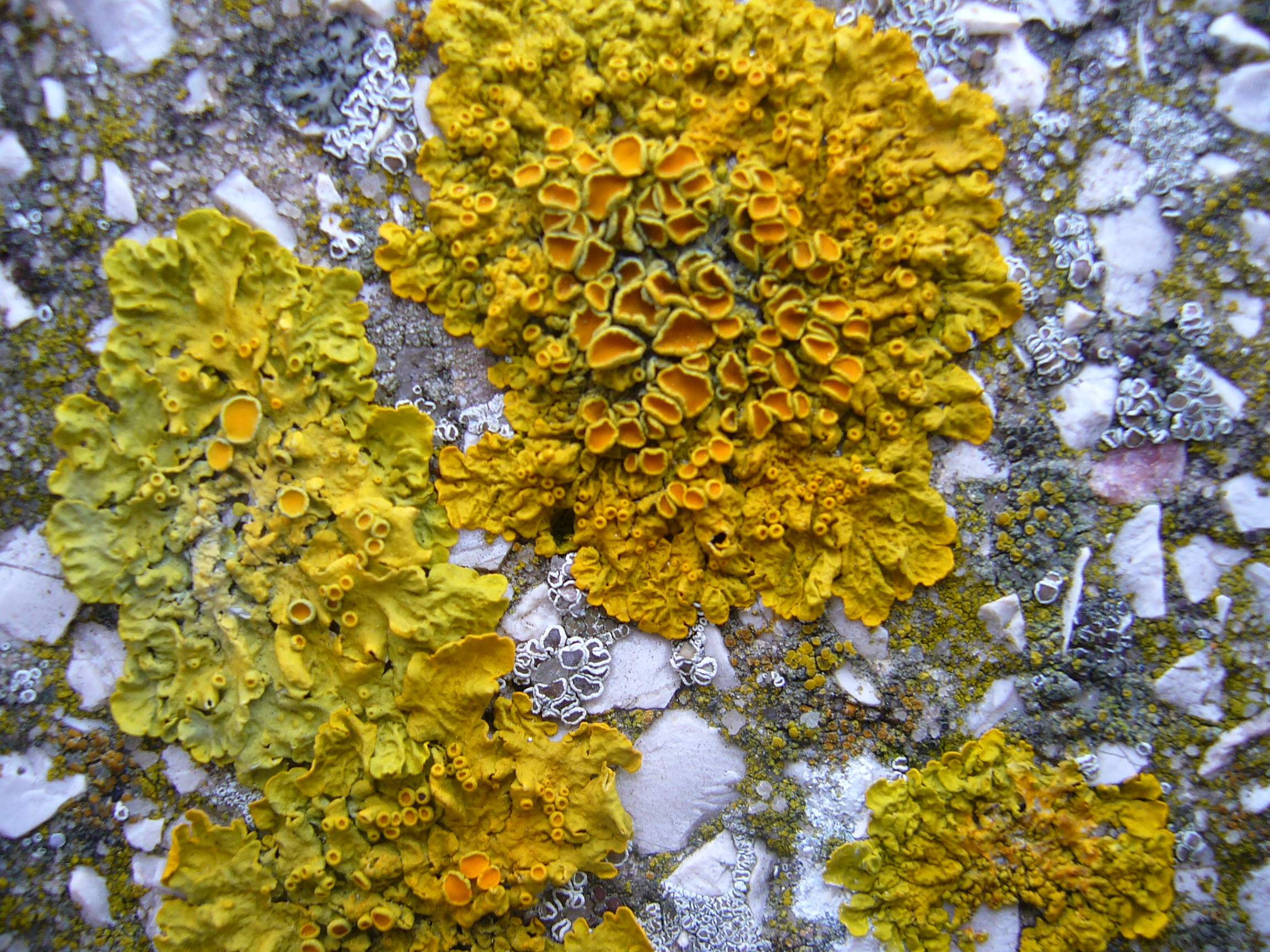
Tallo di lichene (Xanthoria parietina).